# 聖安娜火山
聖安娜火山是薩爾瓦多聖安娜省的火山，海拔高度2,381米，是該國最高的火山。聖安娜火山的峰頂有4個巢狀破火山口和火山口，中間有小型火山湖。2005月10月，火山爆發造成至少2死7傷，鄰近村落居民需要撤離。

## 外部連結
- BBC news article on recent eruption （页面存档备份，存于）
- Nasa Earth Observatory article and image.